# Скунмейкер, Тельма
Тельма Скунмейкер (англ. Thelma Schoonmaker; род. 3 января 1940, Алжир, Французский Алжир) — американский киномонтажёр, известная многолетним сотрудничеством с режиссёром Мартином Скорсезе.

## Биография
Обладательница трёх «премий Оскар за лучший монтаж» и множества других кинематографических наград. В одной из работ — фильме «Отступники» применила новейшие технологии монтажа, из-за чего был достигнут эффект документальной достоверности происходящего.
В 1984—1990 годах была замужем за режиссёром Майклом Пауэллом.
Стала членом Британского института фильмографии, вследствие неоценимого вклада в кинематограф. За жизненный вклад в мировое киноискусство в сентябре 2014 года Шунмейкер была награждена «почётным Золотым львом» Венецианского кинофестиваля.
С восемью номинациями на премию «Оскар» Скунмейкер разделила с Майклом Каном рекорд как самый номинированный монтажёр в истории премии «Оскар». Также Скунмейкер является рекордсменом по количеству побед (три) в категории за лучший монтаж — вместе со Каном, Дэниэлем Манделлем и Ральфом Досоном. Последняя номинация Тельмы Скунмейкер на «Оскар» была в 2024 году за монтаж фильма «Убийцы цветочной луны».

## Фильмография
- 1970 — Вудсток
- 1980 — Бешеный бык
- 1982 — Король комедии
- 1985 — После работы
- 1986 — Цвет денег
- 1988 — Последнее искушение Христа
- 1989 — Нью-йоркские истории
- 1990 — Сделано в Милане
- 1990 — Славные парни
- 1991 — Мыс страха
- 1993 — Эпоха невинности
- 1995 — Казино
- 1997 — Кундун
- 1999 — Воскрешая мертвецов
- 2002 — Банды Нью-Йорка
- 2004 — Авиатор
- 2006 — Отступники
- 2010 — Остров проклятых
- 2011 — Хранитель времени
- 2013 — Волк с Уолл-стрит
- 2014 — Уроки вождения
- 2016 — Молчание
- 2019 — Ирландец
- 2022 — Убийцы цветочной луны

## Награды и номинации
| Премия   | Категория        | Год  | Фильм               | Итог      |
| -------- | ---------------- | ---- | ------------------- | --------- |
| «Оскар»  | лучший монтаж    | 1971 | «Вудсток»           | Номинация |
| «Оскар»  | лучший монтаж    | 1981 | «Бешеный бык»       | Награда   |
| «Оскар»  | лучший монтаж    | 1991 | «Славные парни»     | Номинация |
| «Оскар»  | лучший монтаж    | 2003 | «Банды Нью-Йорка»   | Номинация |
| «Оскар»  | лучший монтаж    | 2005 | «Авиатор»           | Награда   |
| «Оскар»  | лучший монтаж    | 2007 | «Отступники»        | Награда   |
| «Оскар»  | лучший монтаж    | 2012 | «Хранитель времени» | Номинация |
| «Оскар»  | лучший монтаж    | 2020 | «Ирландец»          | Номинация |
| BAFTA    | лучший монтаж    | 1982 | «Бешеный бык»       | Награда   |
| BAFTA    | лучший монтаж    | 1984 | «Король комедии»    | Номинация |
| BAFTA    | лучший монтаж    | 1991 | «Славные парни»     | Награда   |
| BAFTA    | лучший монтаж    | 1993 | «Мыс страха»        | Номинация |
| BAFTA    | лучший монтаж    | 2003 | «Банды Нью-Йорка»   | Номинация |
| BAFTA    | лучший монтаж    | 2005 | «Авиатор»           | Номинация |
| BAFTA    | лучший монтаж    | 2007 | «Отступники»        | Номинация |
| BAFTA    | лучший монтаж    | 2012 | «Хранитель времени» | Номинация |
| BAFTA    | лучший монтаж    | 2014 | «Волк с Уолл-стрит» | Номинация |
| BAFTA    | Fellowship Award | 2019 |                     | Награда   |
| BAFTA    | лучший монтаж    | 2020 | «Ирландец»          | Номинация |
| «Сатурн» | лучший монтаж    | 2012 | «Хранитель времени» | Номинация |